# Lettonia ai I Giochi olimpici invernali
La Lettonia partecipò ai I Giochi olimpici invernali, svoltisi a Chamonix dal 25 gennaio al 5 febbraio 1924, senza aggiudicarsi medaglie.